# Gualdrasco
Gualdrasco è una frazione del comune italiano di Bornasco. Ha costituito un comune autonomo fino al 1872.

## Monumenti e luoghi d'interesse
- Chiesa Parrocchiale di Sant'Ambrogio ad Nemus[2].

## Società

### Evoluzione demografica
Abitanti censiti:
- 600 nel 1576
- 388 nel 1751
- 633 nel 1780
- 498 nel 1805
- 700 nel 1807
- 334 nel 1853
- 567 nel 1859
- 625 nel 1861
- 640 nel 1871
- 909 nel 2011
- 900 nel 2017